# Иван Лукачевић
Иван Лукачевић (умро после 1712) , познат под надимком Подгоричанин, је био руски капетан српског порекла.

## Каријера
Рођен је у Подгорици. Учествовао је у плановима о подизању устанка балканских православаца против Турака уз руску помоћ. Лукачевић је, заједно са Михаилом Милорадовићем, послат у Црну Гору. Носио је документ којим је Петар Велики позвао балканске хришћане на устанак против Османског царства. Писмо је написао руски дипломата Сава Владиславић, а као датум носи 3. март 1711. године. Дакле, писмо је писано у току Руско-турског рата (1710—1711) познатог и као Прутски поход Петра Великог. Милорадовић и Лукачевић стигли су у Цетиње где су писмо предали митрополиту Данилу који га је прочитао на црквеном сабору. Била је то прва руска делегација у Црној Гори. Данило, Милорадовић и Лукачевић су потом организовали војне операције (укључујући и напад на Никшић). Септембра 1712. године Лукачевић је напустио Црну Гору и кренуо ка Русији. Остао је у Берлину.